# Chgrp
A chgrp (a change group rövidítése) parancs lehetőséget ad arra, egy állomány csoportját megváltoztassuk. Normál felhasználó akkor módosíthatja az állomány csoportját, ha a régi és új csoportnak is tagja. (A felhasználó nem szerezhet jogot, és nem mondhat le jogról.)
Az állomány csoportja a chown paranccsal is megváltoztatható, ha a tulajdonost nem adjuk meg.

## Használata
A chgrp parancs általános kinézete:
```
chgrp 
group
 
target1
 [
target2
 ..]
```

- A group paraméter jelöli az állományok új csoportját.
- A target1 (opcionálisan target2 és további) paraméter jelöli azt az állományt vagy könyvtárat, melyen végrehajtjuk a változtatást.

## Példák
```
$ ls -l ttt
-rw-r--r--   1 gbeeker  staff           545 Nov 04 2004  ttt
$ chgrp system ttt
$ ls -l ttt
-rw-r--r--   1 gbeeker  system          545 Nov 04 2004  ttt
```

A fenti parancsok a ttt állomány csoportját cseréli át 'system'-re.